# 彭阳站
彭阳站是位于中华人民共和国宁夏回族自治区固原市彭阳县古城镇的一个铁路车站，建于1995年，有宝中铁路经过该站，现办理客运业务，不办理货运业务，车站及其上下行区间均已电气化。车站距离宝鸡站269公里，隶属中国铁路兰州局集团，是五等站。

## 邻近车站
1. ↑  铁道部电子计算技术中心, 铁道部运输局. . 北京: 中国铁道出版社. 1998: 92. ISBN 9787113030995.